# FIFA 08
FIFA 08 — симулятор в серии игр Electronic Arts о клубном футболе. Игра разработана EA Canada и издана Electronic Arts под именем EA Sports. Для всех платформ игра вышла в сентябре 2007 года в Европе и Австралии, в октябре — в Северной Америке. Версии для платформ Xbox 360 и Playstation 3 используют усовершенствованный игровой движок с улучшенной графикой, разными комментаторами и хорошим озвучиванием. Все остальные платформы, включая PC, используют старый движок. В версии игры для Nintendo DS, из-за ограниченного объёма носителя, уменьшено количество команд, стадионов и режимов игры.
Слоганом игры является «Can You FIFA 08?» (с англ. — «Способен на FIFA 08?»).
Заглавной музыкальной композицией игры стала песня «Sketches (20 Something Life)» из альбома The Truth группы La Rocca.

## Лиги, команды и стадионы
FIFA 08 включает 621 лицензированную команду, 30 лиг (включая все 27, которые были в FIFA 07), и более 15 000 игроков.
Включены основные европейские футбольные лиги (Английская Премьер-Лига и Футбольная лига Англии, испанская Ла Лига, итальянская Серия А и немецкая Бундеслига), а также чемпионаты других стран мира, такие как американская MLS, бразильская Серия А и корейская K-Лига.
Новые чемпионаты в FIFA 08: Чемпионат Ирландии по футболу, Австрийская A-Лига и чешская Гамбринус Лига. Также игра включает категорию Rest of World (с англ. — «Остальная часть мира»), в которой находятся 24 команды из низших лиг Польши, Швейцарии и Бразилии.
FIFA 08 также включает много лицензированных стадионов лиг, которых ещё нет в игре. В игре представлены 43 национальных команды, однако нет турнира для них.

## Саундтрек
EA Sports официально выпустила саундтрек FIFA 08 11 сентября 2007 года.

| - !!! — «All My Heroes Are Weirdos» - Apartment — «Fall Into Place» - Art Brut — «Direct Hit» - Aterciopelados — «Paces Oye» - The Core — «Suprising Babamars» - Bodyrox feat. Luciana — «What Planet You On?» - Bonde do Rolê — «Solta o Frango» - CAMP — «From Extremely Far Away» - Carpark North — «Human» - CéU — «Malemolência» - Cheb i Sabbah feat. Imakuni? — «Toura Toura: Nav Deep Remix» - Cansei de Ser Sexy — «Off the Hook» - Datarock — «Fa-Fa-Fa» - Digitalism — «Pogo» - Disco Ensemble — «We Might Fall Apart» - Dover — «Do Ya» - Heroes & Zeros — «Into the Light» - Ivy Queen — «Que Lloren» - Junkie XL — «Clash» - Jupiter One — «Unglued» - Kenna — «Out of Control (State of Emotion)» - K-Os — «Born to Run» - La Rocca — «Sketches (20 Something Life)» - Lukas Kasha — «Love Abuse» - Madness feat. Sway and Baby Blue — «I’m Sorry» | - Maximo Park — «The Unshockable» - Melody Club — «Fever Fever» - Mexican Institute of Sound — «El Microfono» - Modeselektor feat. Sasha Perera — «Silikon» - Noisettes — «Don’t Give Up» - Pacha Massive — «Don’t Let Go» - Peter Bjorn and John — «Young Folks» - Planet Funk — «Static» - Robyn — «Bum Like You» - Rocky Dawuni — «Wake Up the Town» - Santogold — «You’ll Find a Way» - Simian Mobile Disco — «I Believe» - Superbus — «Butterfly» - Switches — «Drama Queen» - The Automatic — «Monster» - The Cat Empire — «Sly» - The Hoosiers — «Goodbye Mr. A» - The Hours — «Ali in the Jungle» - The Tellers — «More» - Tigarah — «Culture, Color, Money, Beauty» - Travis — «Closer» - Tumi and the Volume — «Afrique» - Vassy — «Wanna Fly» - Wir Sind Helden — «Endlich Ein Grund Zur Panik» - Yonderboi — «Were You Thinking of Me?» |

## Награды и критика
| Сводный рейтинг | Сводный рейтинг | Сводный рейтинг | Сводный рейтинг | Сводный рейтинг |
| Издание         | Оценка          | Оценка          | Оценка          | Оценка          |
| Издание         | PS2             | PS3             | Wii             | Xbox 360        |
| --------------- | --------------- | --------------- | --------------- | --------------- |
| GameRankings    | 81,13 %         | 82,08 %         | 69,47 %         | 82,82 %         |

FIFA 08 получила награды в следующих номинациях:
- IGN Awards (2007 Video Game Awards): Лучший спортивный симулятор
- IGN Awards (2007 Video Game Awards): The Most Realistic Real Life Sim
- IGN Awards (2007 Video Game Awards): Игра года
- IGN Awards (2007 Video Game Awards): Лучший спортивный геймплей